# منصور فانی
منصور فانی، خواننده محبوب گیلانی بود که هفتم فروردین‌ سال ۱۳۱۹ خورشیدی در شهر خمام از توابع شهرستان رشت زاده شد.
منصور فانی از خوانندگان محبوب گیلانی در هفتم فروردین‌ماه ۱۳۱۹ در شهر خمام چشم به دنیا گشود. تحصیلات ابتدایی‌ را در زادگاهش و تحصیلات دبیرستان را در انزلی به پایان رساند؛ جایی‌که استعدادش در یک نمایش مدرسه‌ای بروز یافت و توسط منوچهر ویسانلو کشف شد.
او دارای لیسانس طبیعی بود و یک‌ماه پیش‌از مرگش به‌عنوان بخشدار در طالقان مشغول به خدمت شده بود. این‌ درحالی‌ بود که یکسال پیش‌ تر از آن نیز برای تحصیل در رشته تاریخ از سوی دانشگاه تبریز پذیرفته شده بود.
از منصور فانی ۳۹ ترانه اجرا و روی صفحه گرامافون و ریل ضبط شده است. در سال‌های ابتدایی دهه ۴۰ برخی‌از ترانه‌های این‌ هنرمند خمامی در شبکه‌های رادیویی مختلف سراسر کشور پخش می‌شد. پرستو، گل آتش، دختر رشتی، لیلا خانم، گالشی، پیام بهار، دختر حصیرباف، لاکو جان، بهشته لاجون و … تعدادی‌از آثار وی هستند.

## درگذشت
منصور فانی در پاییز سال ۱۳۴۵ درحالی‌ که تقریباً ۲۶ سال از عمرش می‌گذشت به سرطان خون مبتلا شد و کمتر از شش‌ ماه بعد در بیست و سوم فروردین ۱۳۴۶ در اوج شهرت در بیمارستان فیروزگر تهران درگذشت و با حضور خیل عظیمی‌ از مردم و طرفداران خود، درحالی‌که بازار این‌ شهر نیز در شوک درگذشت وی تعطیل شده بود، در مسجد جامع خمام به خاک سپرده شد.

## آثار
| نام ترانه           | ترانه‌سرا      | آهنگساز          | تنظیم          |
| ------------------- | ------------- | ---------------- | -------------- |
| ای سپیده            | یاور همدانی   | حسین آمنین       | منوچهر ویسانلو |
| دختر رشتی           | هوشنگ صفاریان | غلامرضا امانی    | منوچهر ویسانلو |
| کدخودا دختر         | هوشنگ صفاریان | حسین آمنین       | منوچهر ویسانلو |
| لیلا خانم           | محلی          | فتحعلی پور       | غلامرضا امانی  |
| بوگو ایشاله         | حسن تقی پور   | حسن تقی پور      | غلامرضا امانی  |
| نامزد بازی          | هوشنگ صفاریان | بهمن شکیبی       | منوچهر ویسانلو |
| گول ریحان           | هوشنگ صفاریان | کاسعلی اکبرپور   |                |
| پاییز گیلان         | هوشنگ صفاریان | غلامرضا امانی    |                |
| خانه به خانه        | هوشنگ صفاریان | غلامرضا امانی    |                |
| لاجون لاکوی         | اسماعیل فتوحی | اسماعیل فتوحی    |                |
| بهشته لاجون         | اسماعیل فتوحی | اسماعیل فتوحی    |                |
| فرشته (فرشته)       | اسماعیل فتوحی | اسماعیل فتوحی    |                |
| دختر حصیرباف        | هوشنگ صفاریان | غلامرضا امانی    |                |
| دل شیدا             | بهمن فرخی     | حسن بهی ثابت قدم |                |
| گول آتش             | بهمن فرخی     | حسن بهی ثابت قدم |                |
| آشوبگر              | بهمن فرخی     | غلامرضا امانی    |                |
| انتظار سپیده        | یاور همدانی   | حسین آمنین       |                |
| گالشی               | هوشنگ صفاریان | غلامرضا امانی    |                |
| فرار کونه ناز فروشه |               |                  |                |
| پيام بهار           |               |                  |                |
| پرستو               |               |                  |                |
| گول آفتابگردان      |               |                  |                |
| دختر تالشی          |               |                  |                |
| تو چره بلایی        |               |                  |                |
| لاکو جان            |               |                  |                |